# Liste des chansons de Bourvil
Cette page recense les chansons interprétées par Bourvil (1917-1970).
Parallèlement à sa carrière cinématographique, Bourvil est l'interprète de près de trois cents chansons. Il s'est ainsi produit à de nombreuses reprises au music-hall et dans des opérettes.

## Chansons
Parmi les chansons les plus célèbres interprétées par Bourvil, on peut citer :
- 1945 : Les Crayons[n 1], paroles de Bourvil, musique d'Étienne Lorin, du film La Ferme du pendu
- 1946 : Pour sûr, paroles de Jean Rafa et Bourvil, musique de  Émile Prud'homme, .
- 1947 : C'est l'piston, paroles de Bourvil, musique d'Etienne Lorin, du film Blanc comme neige
- 1947 : La Rumba du pinceau, paroles de Bourvil et Stervel, musique d'Étienne Lorin, du film Par la fenêtre
- 1947 : À bicyclette, Fox-marche bicyclo-bourvilien, paroles de René Laquier, musique de Etienne Lorin
- 1949 : La Tactique du gendarme, paroles de Bourvil et Lionel Leplat, musique d'Étienne Lorin, du film Le Roi Pandore
- 1951 : À Joinville-le-Pont, paroles de Roger Pierre, musique de Etienne Lorin
- 1952 : Langage bébé ou Les Enfants fan-fan, paroles de Bourvil, du film Le Trou normand
- 1954 : Aragon et Castille, paroles et musique de Boby Lapointe, du film Poisson d'avril
- 1955 : Abonné au gaz, paroles de Bourvil, musique de Jacques Hélian et René Beaux
- 1956 : Monsieur Balzac, paroles et musique de Raymond Lévesque en hommage à Balzac
- 1956 : Quand on est deux amis, paroles de Raymond Vincy, musique de Francis Lopez, du film Le Chanteur de Mexico, avec Luis Mariano
- 1958 : Je t'aime bien (Casimir et Capucine), paroles de Camille François, musique de Jo Moutet,  de l'opérette Pacifico, avec Pierrette Bruno
- 1958 : Mandoline, paroles de Michel Bernard, musique de Paulette Vautheuil
- 1958 : Ballade irlandaise, paroles d'Eddy Marnay, musique d'Emil Stern
- 1959 : Salade de fruits, paroles de Noël Roux, musique d'Armand Canfora et Noël Roux
- 1960 : Ma p'tite chanson, paroles de Robert Nyel, musique de Gaby Verlor
- 1960 : Aux quatre saisons, paroles de Robert Nyel, musique de Gaby Verlor, avec Pierrette Bruno
- 1960 : Pour se parler d'amour, paroles de Pierrette Bruno et Jean Halain, musique de Jean Marien, du film Le Capitan, avec Pierrette Bruno
- 1961 : C'était bien ou Le Petit Bal perdu, paroles de Robert Nyel, musique de Gaby Verlor
- 1961 : Tchin-tchin à ton cœur, paroles de Robert Nyel, musique de Gaby Verlor
- 1961 : Il s'en est fallu de peu, paroles de Robert Nyel, musique de Gaby Verlor, avec Pierrette Bruno
- 1961 : Mon frère d'Angleterre, paroles de Robert Nyel, musique de Gaby Verlor
- 1962 : Un clair de lune à Maubeuge, paroles de Pierre Perrin et Claude Blondy, musique de Pierre Perrin, du film éponyme de Jean Chérasse
- 1963 : La Tendresse, paroles de Noël Roux, musique d'Hubert Giraud
- 1963 : Un air de jeunesse, paroles de Bernard Dimey, musique d'Henri Salvador, du film Le Magot de Josefa
- 1963 : Nous vieillirons ensemble, paroles de Michel Trévières, musique de Gaby Verlor
- 1963 : Je voudrais bien être, paroles de Jean-Pierre Jaubert, musique de Gaby Verlor
- 1965 : Heureusement qu'y en a, paroles de Edmond Meunier, musique de Gaby Verlor
- 1966 : Je promène le chien, paroles de Raymond Paugeat, musique de Gaby Verlor
- 1967 : Les Girafes, paroles et musique de Michel Berger
- 1968 : Pouet Pouet, paroles d'André Barde, musique de Maurice Yvain
- 1970 : Ça (Je t'aime… moi non plus), parodie de la Je t'aime… moi non plus de Serge Gainsbourg, paroles de Serge Gainsbourg et Marcel Mithois, musique de Serge Gainsbourg, avec Jacqueline Maillan.
- 1970 : Pauvre Lola, parodie de la chanson homonyme de Serge Gainsbourg, paroles de Serge Gainsbourg et Bourvil, musique de Serge Gainsbourg, avec Jacqueline Maillan

Autres chansons (par ordre alphabétique)
- À dada
- À la campagne
- À pied, à cheval, en voiture
- Abuglubu abugluba
- Adèle
- Ah ! L'Éloquence
- Ah c'que tu es bête
- Allumett'polka
- Alors qu'est-ce qu'on fait (avec Pierrette Bruno)
- Angèle
- Antonin
- Attachement (1946)
- Au jardin du temps passé
- Au son de l'accordéon
- Avec ses castagnettes
- Baladin
- Berceuse à Frédéric
- Bien, si bien (avec Pierrette Bruno)
- Bientôt les vacances (avec Pierrette Bruno)
- Bling ! Bling !
- Bonjour monsieur le maitre d'école
- Bonne année
- Café tabac (avec Annie Cordy)
- Candide
- Casimir (avec Georges Guétary)
- Ce p'tit air là
- C'est du nanan
- C'est la fille à tout le monde
- C'est la vie de bohème (avec Georges Guétary)
- C'est pas si mal que ça chez nous
- C'est toujours à la mode
- C'est une gamine charmante
- Chanson anglaise
- Comme moi
- Comme t'étais
- Copain, copain
- Dans la bruyère de Quimperlé
- De fil en aiguilles
- Des hauts et des bas
- Des sous de côté
- Devant l'enfant
- Dimanche
- D'où viens-tu donde vas
- Douce si douce
- Du côté de l'Alsace
- Du fromage et du pain
- Duo des célibataires (avec Georges Guétary)
- Elle faisait du strip-tease
- En nourrice
- En revenant d'la revue
- Et ta sœur
- Graffouigne-moi (Raspa me)
- Hay di do
- Houpetta la bella (1946)
- Idylle
- Il a suffi d'un hasard (1946)
- Il était un petit navire
- Il pleut des baisers
- J'pourrai faire ça
- J'ai six femmes à la maison
- Je fais ce que tu veux
- Je m'en veux
- Je suis chansonnier
- Je suis content, ça marche
- Jimmy Trompette
- Joli, joli mois de mai
- Jonas et la baleine
- J'suis papa et j'suis dans le coup
- Kilimandjaro
- La Belle Abeille
- La Brave Fille des abattoirs
- La Calomnie
- La Chanson des moutons
- La Complainte du boucher
- La Dondon dodue
- La Marche des matelassiers
- La Môme rustine
- La Morte saison
- La Parisienne
- La Polka du colonel
- La Ronde du temps
- La Route fleurie (avec Georges Guétary)
- La Terre
- La Valise
- Le Baïon de Cupidon
- Le Boogie-yogi
- Le Bougie (woogie) (1946)
- Le Brocanteur
- Le Cha-cha-cha
- Le Chemin des écoliers
- Le Convoyeur
- Le Croque-madame
- Le Figurant
- Le Fromage au lait
- Le Garçon d'ascenseur
- Le Grand Dindon blanc
- Le Hoquet
- Le Lait de Lolo
- Le Maître-nageur
- Le Papeau des pompiers
- Le Pêcheur (Le Pêcheur au bord de l'eau)
- Le Petit Coq
- Le Petit Sapin
- Le Poisson rouge
- Le P'tit Coup de chance (avec Annie Cordy)
- Le Trou (avec le groupe JMC)
- Le Vieux Tromblon
- Le Voyage de noce
- Les Abeilles
- Les Goths
- Les Haricots
- Les Hirondelles (1946)
- Les Jaloux
- Les Papous
- Les Printemps d'aujourd'hui
- Les Pruneaux
- Les Rois fainéants
- Les Sourires de Paris
- Ma Lulu ah ! pourquoi donc
- Ma pitioune
- Ma place
- Madasgascar
- Mam'zelle bigoudi
- Maurice
- Menterie
- Mets tes petits souliers
- Moi j'te regrette
- Moi ma maison (avec Annie Cordy)
- Mon bon vieux phono
- Mon village au clair de lune
- M'sieur nanar
- Musique ! Musique !
- Nana
- Ne reviens pas sur ton passé
- Neness d'Épinal
- Niaca
- Notre amour est en grève
- Notre jour J
- Nous n'irons pas à Calcutta
- Odile
- Oh ! Là là que c'est beau
- On a vécu pour ça (avec Pierrette Bruno)
- On est poète
- Papa joue du trombone
- Par ici les ballots
- Pas d'chance
- Passe moi les crudités
- Pêcheur et paysan
- Pin up
- Pom, pom, pom
- Pouet, pouet (elle est à vous)
- Prend mon bouquet (1946)
- Pstt !
- Puisqu'on s'aime (avec Pierrette Bruno)
- Quand même ! (1946)
- Qui donc eut dû
- Reviens, dis ! (1946-Pas enregistré par Bourvil mais par Étienne Lorin)
- Sébastien le pingouin
- Secoue tes miettes
- Si on l'faisait faire (avec Pierrette Bruno)
- Sous la lune
- Sur le pont d'Avignon
- Ta mère est là
- Tatane
- T'épier
- Tiens ! V'la le facteur
- Timichine - la - pou -pou (1946)
- Toi tu es ma maison
- Ton cor
- Tout l'monde peut se tromper
- Tout le monde est artiste
- Tricoter près du transistor
- Tu aimes faire pleurer les femmes (avec Simone Alma)
- Tu ne m'a pas répondu
- Tyrolienne de Léopold
- Vieux Frère
- Vive la chasse
- Vraiment ça tombe bien